# シチリアを征服したクマ王国の物語
『シチリアを征服したクマ王国の物語』（シチリアをせいふくしたクマおうこくのものがたり、La famosa invasione degli orsi in Sicilia）は、1945年に発売されたディーノ・ブッツァーティが書いたイタリアの児童文学。またそのアニメーション映画化作品。

## 概要
ディーノ・ブッツァーティが絵・文ともに書いている。ヨーロッパで半世紀以上読まれ続けている人気作品である。

## 書誌情報
- シチリアを征服したクマ王国の物語 (1987年、福音館書店「世界傑作童話シリーズ」翻訳：天沢退二郎・増山暁子）
  - シチリアを征服したクマ王国の物語 (2008年、福音館書店「福音館文庫」翻訳：天沢退二郎・増山暁子）

## 劇場アニメ
『シチリアを征服したクマ王国の物語』（シチリアをせいふくしたクマおうこくのものがたり、仏: La Fameuse Invasion des ours en Sicile）は、2019年のフランス・イタリアのアニメーション映画。
イタリアで長く読み継がれてきたディーノ・ブッツァーティ原作の同名児童文学のアニメ映画化。第72回カンヌ国際映画祭ある視点部門、2019年アヌシー国際アニメーション映画祭公式上映作品。

### ストーリー
旅芸人のジェデオンと助手の少女アルメリーナは次の町を目指す旅すがら、一夜の宿とした洞窟で人間の言葉を喋る巨大な老クマと遭遇した。老クマの機嫌を取るために、昔話を語り始めるジェデオンたち。
遠い昔のシチリアは今よりも高い山々がそびえ立ち、人間の言葉を話すクマたちが山奥で静かに暮らしていた。ところがある日、クマの王レオンスの息子トニオが何者かに連れ去られてしまう。
トニオは人間の国にいるかも知れないという長老クマの助言に従い、数千頭のクマを引き連れて山を降りるレオンス。レオンスに戰う意思は無かったが、残酷な人間国の大公は配下の魔術師デ・アンブロジスにクマたちの討伐を命じた。あと2回しか使えない魔法を惜しんで大公に逆らい、宮廷から追い出されるデ・アンブロジス。
大公は自ら軍を率いてクマたちを攻撃した。驚いて応戦し、勝利するクマたち。デ・アンブロジスも、残り2回のうち1回の魔法を使ってクマたちを助けた。だが、大公に捕われ、クマを全滅させると誓わされるデ・アンブロジス。
息子のトニオはトラモンタンという宿屋にいると偽情報をレオンスに伝え、クマたちを宿の食卓に着席させるデ・アンブロジス。宿屋の主人の正体は実は巨大な化け猫で、クマたち自身が料理され食べられるはずだった。罠と気づいて化け猫を退治するレオンスとクマたち。
戦いの結末を見ずに、クマたちは死んだと大公に報告するデ・アンブロジス。満足した大公はデ・アンブロジスを城内で催されるサーカス見物に誘った。そのサーカスこそ、トニオが拉致され、綱渡りをさせられている一座だった。
トニオの綱渡りの最中に会場に駆け付けるレオンスとクマたち。見せしめにトニオを射殺する大公。だが、デ・アンブロジスの最後の魔法でトニオは甦った。残酷な大公の行いを目のあたりにした人間たちは、クマたちが大公を退治するに任せ、レオンスを新国王に迎えて、クマと人間が共存する平和な王国を築き上げた。
老クマの洞窟でハッピーエンドの物語を語り終えるジェデオンとアルメリーナ。だが、老クマはまだ続きがあると話し出した。
レオンス王に仕えたデ・アンブロジスは、数年がかりの研究の末に新しい魔法の杖を作り、魔力を取り戻した。だが、その杖は何者かに盗まれてしまった。人間の国民だけを疑い、犯人を探すレオンス王。若い王子に成長したトニオは不公平だと反対したが、レオンス王は純粋なクマを疑おうとはしなかった。
杖を盗んだのは、実はレオンス王の側近でクマのサルペトルだった。人間の欲深さに染まり密かに王位を狙うサルペトルは、自分を疑うデ・アンブロジスに銀行強盗の罪を着せて牢に閉じ込めた。命の恩人であるデ・アンブロジスを救うために、サーカス時代からの友人で踊り子の娘アルメリーナと協力して、郊外の怪しい屋敷を調べるトニオ。それはサルペトルが味方を増やすために魔力で作った屋敷で、クマたちが人間のように賭け事に興じ酒を飲み、次々と堕落して行く魔窟だった。うっかり酒を飲んで腑抜けになったトニオを、わざとレオンス王に見せるサルペトル。情けない姿の王子を、レオンス王はデ・アンブロジスと共に牢に閉じ込めた。
サルペトルの狙いが王位の簒奪だと確信し、まだ自由の身の踊り子アルメリーナに魔法の呪文を教えて、海の大ヘビを出現させ、牢屋を破壊させて脱出するトニオたち。デ・アンブロジスはサルペトルから杖を取り戻し、トニオは大ヘビを倒したが、先に大ヘビに立ち向かったレオンス王は瀕死の重傷を負っていた。死の床でクマたちに、人間から離れ平和な山へ帰るよう命じるレオンス王。王位を継いだトニオは父の教えを守って人間の服を脱ぎ去り、クマたちを率いて、居るべき静かな山の暮らしに戻った。
悲しい別れの結末では町で話せないと戸惑う旅芸人ジェデオンとアルメリーナ。老クマはアルメリーナだけに、もう一つの秘密の結末を耳打ちした。老クマと別れて町へ向かいながら、「トニオのことだろ？」と内容を知りたがるジェデオン。だが、アルメリーナはクスクス笑うばかりで答えなかった。

### キャスト
※全て声の出演。括弧内は日本語吹替。
- ジェデオン/デ・アンブロジス：トマ・ビデガン（柄本佑）[6]
- アルメリーナ：レイラ・ベクティ（伊藤沙莉）[6]
- 洞窟の老クマ：ジャン＝クロード・カリエール（リリー・フランキー）[6]
- サルペトル（加藤虎ノ介）[6]
- トニオ（幼少期）：（伊藤沙莉）[6]
- トニオ（青年期）：アルチュール・デュポン（寺島惇太）[6]
- レオンス：ティエリー・アンシス（堀内賢雄）[6]
- テオフィル（山中誠也）[7]
- 大公（裕樹）[7]
- トロル（谷内健）[7]
- バボン（菊地達弘）[7]
- 支配人クマ（虎島貴明）[7]
- 通行グマ（熊谷海麗）[7]
- 護衛グマ（赤坂柾之）[7]
- 山（大下昌之）[7]